# Landesbergen (Adelsgeschlecht)

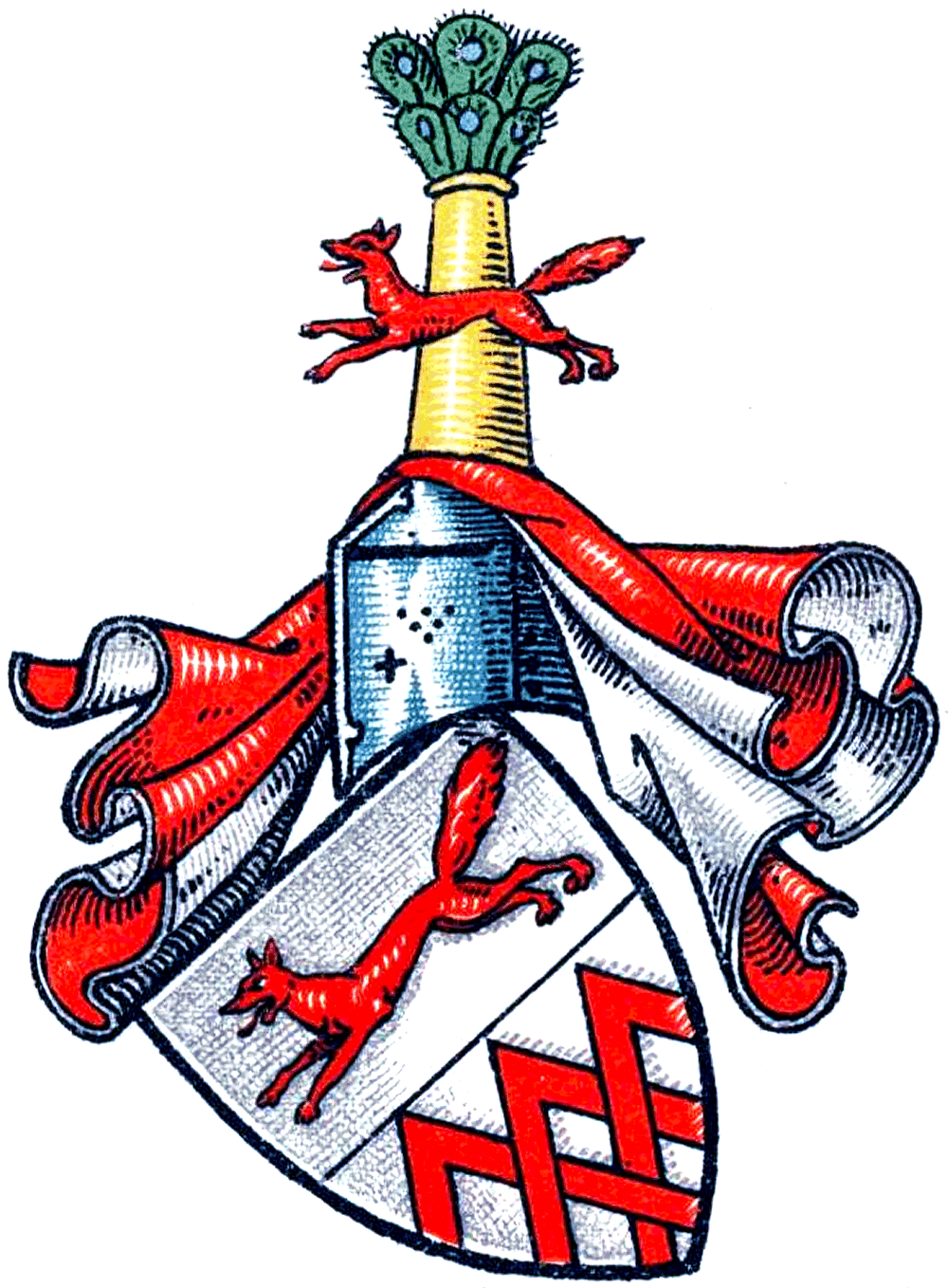
Wappen derer von Landesbergen/Landsberg

Die Edelherren und späteren Herren von Landesbergen (auch: Landesberg oder Landsberg) waren eine niedersächsisch-westfälische Adelsfamilie, die 1881 ausstarb.
Das hier behandelte Geschlecht ist von den bergisch-westfälischen Herren von Landsberg und den Schenk von Landsberg zu unterscheiden.

## Herkunft
Die Familie von Landesbergen stammt aus dem Westfälischen und erscheint erstmals im 12. Jahrhundert. Vermutlich hat die Familie, wie in älteren Quellen behauptet, bereits um 1096 existiert, doch war das erste bekannte Mitglied der Familie nicht wie eben dort vermerkt ein „Landfried von Landesbergen“, sondern „Everhard von Landerbergen“, geb. 1140, der Begründer einer von zwei Hauptlinien der Familie. Er tritt mit seinem Bruder und seinen Cousins, allesamt Edelherrn, in Minden 1160 und 1165 auf. Everhards Sohn Rothard und sein Enkel Ulrich I. bzw. dessen Nachfahren und dessen Bruder Heinrich II. von Landesberg siedelten in der Umgebung Mindens.
Die Familie ist, trotz ihrer Herkunft aus Westfalen, nicht mit den bergisch-westfälischen Landsberg zu Landsberg, Olpe und Erwitte, den Schenk von Landsberg aus Brandenburg oder den Landßberge (Herrschaft Landsberg) aus Süddeutschland oder dem Elsass zu verwechseln; eine Verbindung zu diesen ist nicht belegt.

## Geschichte
Die Familie teilte sich in zwei Hauptlinien auf, erstere starb Ende des 14. Jahrhunderts aus. Die zweite Hauptlinie, offenbar mit Geroldus I. von Landesberg im frühen 13. Jahrhundert beginnend, starb mit dem Reichstagsabgeordneten der Welfenpartei, Arthur von Landesberg 1881 aus. Während der erste Zweig eher nach Westfalen ausgerichtet war und bis 1288 als Edelherren und Mitglieder des Herrenstandes auftaucht, macht sich an der 2. Linie, die sich nach Niedersachsen ausrichtete, bemerkbar, dass diese ab 1230 fortan Teil des Ritterstandes ist. So erscheinen sie etwa als Burgmannen zu Stolzenau und sind 1302 und 1317 zu Landesbergen begütert.
Vermutlich entsprang Geroldus I. von Landesbergen, geb. nach 1200, der Ehe eines Freien mit einer Unfreien aus einer Ministerialenfamilie, so dass die Nachkommen entfreit wurden und nicht mehr freie Edelherren, sondern ausschließlich nur noch unfreie Ministeriale des Bischofs von Minden waren. Gerolds Enkel Gerold II. taucht dann 1260 als Vasall auf, seine Brüder Thetwicus und Burchard als Ritter, genauso wie fortan sein Sohn Dietrich II. und dessen Nachkommen.

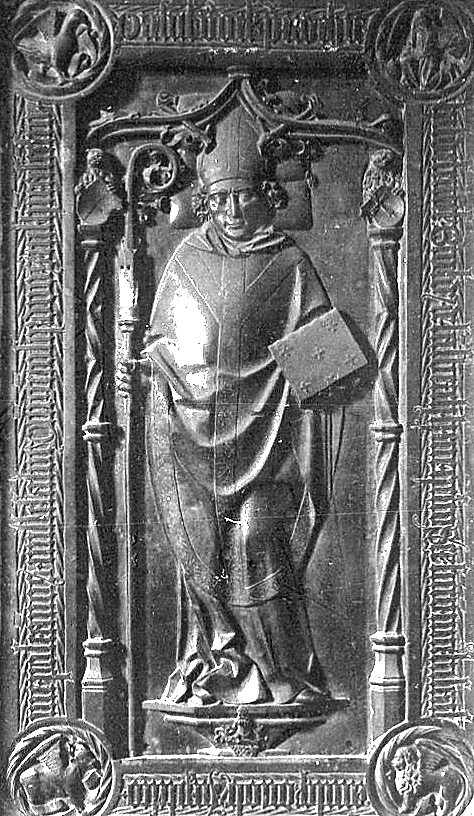
Grabplatte Bischof Bartholds von Landesbergen (mit Wappen unten mittig)

In diesem Zusammenhang findet man die Familie im Gefolge der Grafen von Wunstorf, von Roden und von Hoya, von Stoltenbroke, der Edelherren von Hodenberg und von Brüninghausen. Gleichwohl begegnet einem auch lange nach der Entfreiung, wohl um an deren Abkunft zu erinnern, noch Familienmitglieder mit dem Titel des Freiherrn, Edelmanns oder Barons, so etwa der Verdener und Hildesheimer Bischof Berthold II. von Landsberg, der 1476 das Frauenkloster Rosengarten zu Verden stiftete, 1502 starb und 1582 noch als Freiherr tituliert wird, oder der 1605 als edler Herr bezeichnete Domkanoniker Barthold von Landesbergen. Die Familie war mit den Familien der Edlen von Loh, der Freiherrn Scheele oder Schele auf Schelenburg, der von Münchhausen, der von Alten sowie mit den von Veltheim, den von Zerssen, von Haus und weiteren Rittergeschlechtern verschwägert. An die von Alten-Nordheim ging auch das Erbe des Arthur von Landesbergen über.
Die Familie war namensgebend für den Ort Landesbergen bei Stolzenau an der Weser, nicht umgekehrt. Vermutlich war der Bischof von Minden Anno von Landsberg 1185 hierzu ausschlaggebend, dass der vormalige Ort Nord-Sullede in Landesbergen umbenannt wurde.
Der Beteiligung einiger Familienangehöriger an der Deutschen Ostkolonisation, so etwa Konrads von Landesbergen, eines Sohnes Gerolds I., als Deutschordensritter, ist es zu verdanken, dass im ehemaligen Ostpreußen der Ort Landsberg bei Königsberg (heute Górowo Iławeckie) nach dem Geschlecht benannt wurde und dessen Wappen noch heute trägt.
Die Familie bekam durch ein Lehen im 14. Jahrhundert das zumindest formal existierende Schenkenamt des Stiftes Wunstorf übertragen, sie war dort, aber auch in Stadthagen, Wormsthal, Rinteln, Bad Münder und Loccum begütert, wo sie das Kloster Loccum mit vielen Zuwendungen unterstützte. Dort finden sich noch heute Leichensteine der Familie. Außerdem stellte das Geschlecht im 16. Jahrhundert den gräflich schaumburgischen Rat Christoph von Landesbergen, den Mindener Domherren Dietrich von Landesberg 1509 und danach den Juristen Heinrich Arnold von Landesbergen. Ottrabe von Landesberg studierte 1605 an der Universität Helmstedt. Des Weiteren existieren Leichenpredigten in schriftlicher Form, 1698 verfasst zu Rinteln von Jobst Georg von Landesberg persönlich, und eine weitere von 1621 über den Verstorbenen Cordraben von Landesbergen. Im 18. Jahrhundert wird die Familie repräsentiert durch den Hofmarschall Albrecht von Landesbergen und seinen Sohn Philipp Ernst, beide Geheime Kammerräte zu Schaumburg. Philipp heiratete eine Freiin von Weinbach, seine Tochter Therese wiederum einen Freiherrn Knigge. Im 19. Jahrhundert starb Louis von Landesberg im Deutschen Krieg 1866.

## Wappen

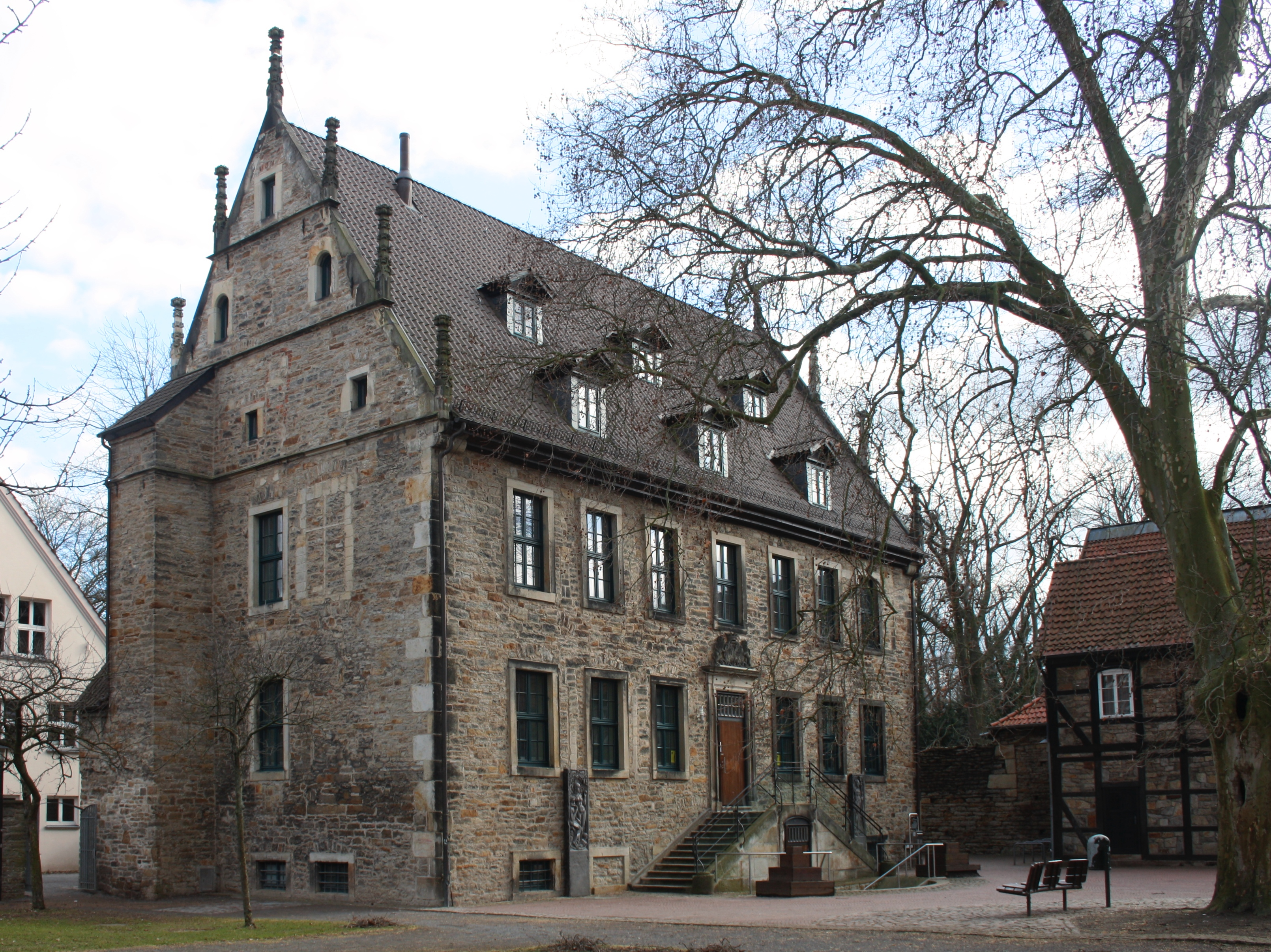
Ehem. Landesbergscher Freihof Stadthagen

Das Wappen der von Landesbergen, heute noch Wappen des Ortes Landesbergen an der Weser, zeigt einen roten Fuchs. Es ist auch am ehemaligen Landesbergschen Freihof, heute Bibliothek, in Stadthagen angebracht. Variationen des Wappens mit einem Gitter bzw. Balken unterhalb des Fuchses existieren, wobei diese Elemente einst aufgrund der Vermählung mit den Edlen von Loh aus deren Wappen übernommen wurden.